# 세자전거
세자전거는 대한민국의 3인조 음악 그룹이다. 2014년 싱글 [오! 사라 2014]로 정식 데뷔했다.

## 방송
- 버스커즈 버스킹 (2016) - Top16
- 포커스 : Folk Us (2020) - Top41(30위)

## 공연
- 그린플러그드 서울 2016 (2016)

## 수상
- 대구 포크송 콘테스트 대상 (2015)